# Ansteckende Serositis der Enten
Die Ansteckende Serositis der Enten (Infektiöse anatine Serositis, Exsudative anatine Septikämie) ist eine Infektionskrankheit vor allem von Enten, die vom Bakterium Riemerella anatipestifer aus der Gattung Riemerella (Flavobacteriales, früher auch als Pasteurella anatipestifer bezeichnet) verursacht wird. Außer Enten sind auch Puten gefährdet. Bei anderem Wassergeflügel beziehungsweise Hühnervögeln verläuft die Krankheit weniger dramatisch.

## Klinik
Die Infektionskrankheit tritt bei Enten im Alter von zwei bis sieben Wochen, bei Puten zwischen fünf und fünfzehn Wochen auf. Klinische Symptome sind Lahmheiten, grünlicher Durchfall, wässrig-fibrinöser Nasenschleimhautentzündung, Nebenhöhlenentzündung, Bindehautentzündung und zentralnervösen Störungen.
Es treten generalisierte Entzündungen der serösen Häute mit wässrig-fibrinösen Belägen, Herzbeutelentzündung, Leberentzündung und Darmentzündung. Chronische Verläufe führen zu Hirnhautentzündung, Gelenksentzündung und Eileiterentzündung.

## Diagnostik und Differentialdiagnosen
Die Diagnose kann durch Erregernachweis aus Trachealabstrichen, Lungen und Luftsäcken gestellt werden. Die unmittelbare Anzüchtung der Proben ist besonders wichtig. Es werden Ausstriche auf Blutagar mit Antibiotikazusätzen bevorzugt, die dann zwei Tage unter mikroaerophilen Bedingungen bebrütet werden. Riemerella anatipestifer ist Oxidase-, Katalase- und Gelatinase-positiv.
Als bakterielle Differentialdiagnosen sind Pasteurella multocida, Escherichia coli, Mykoplasmen, Chlamydien und Clostridium botulinum in Betracht zu ziehen.

## Therapie
R. anatipestifer ist gegen viele Antibiotika resistent, weshalb sich ein Antibiogramm empfiehlt. Empfindlichkeiten treten gegenüber Penicillin, Tetracyclin, Erythromycin, Ampicillin, Gyrasehemmer und Oleandomycin auf. Einen Bestand erregerfrei zu bekommen grenzt an Unmöglichkeit. Inaktivierte Impfstoffe für die Küken oder Immunisierung der Elterntiere sind ebenfalls wirksam.